# Pavel Mačák
Pavel Mačák (* 7. Februar 1957) ist ein ehemaliger tschechischer Fußballspieler.

## Vereinskarriere
Pavel Mačák debütierte in der Saison 1978/79 für Baník Ostrava in der 1. Tschechoslowakischen Liga. Mit Ostrava wurde Mačák, als Ersatzkeeper hinter Pavol Michalík, tschechoslowakischer Meister. 1982 emigrierte er in die Bundesrepublik Deutschland und spielte von 1983 bis 1987 für den FC Schalke 04 in der Fußball-Bundesliga. In diesem Zeitraum konkurrierte er durchgehend mit Walter Junghans. Nach 1987 spielte er für unterklassige Vereine und in der Traditionsmannschaft von Schalke 04. In der Saison 1994/95 wurde er vom damaligen Oberligisten FC Remscheid eigens für die erste Runde im DFB-Pokal gegen den 1. FC Köln verpflichtet. Das Spiel wurde mit 0:7 verloren.